# Jordi II de Grècia
Jordi II de Grècia fou Rei de Grècia (1922-1925 i 1935-1947). Nasqué al Palau reial de Tatoi a la rodalia d'Atenes el 1890 i morí a causa d'una parada cardíaca el 1947 a la mateixa ciutat.
Fill del rei Constantí I de Grècia i de la princesa Sofia de Prússia. Casat i posteriorment separat de la princesa Elisabet de Romania, no tingué descendència.
Obligat a abandonar el país després del desastre bèl·lic contra els turcs i les desavinences amb el primer ministre Venizelos (1925), s'exilià a Londres. Pogué restablir la monarquia el 1935 gràcies a la col·laboració amb el general Metaxàs i l'establiment d'una dictadura (1936-1941). Arran de l'ocupació alemanya de Grècia, passà a Creta i posteriorment a Egipte per acabar exiliant-se a Londres (1941). Tornà a Grècia l'any 1946 després de la victòria de l'opció monàrquica en les Eleccions legislatives i el referèndum posterior. Creà la Creu de Vol 1945 com a reconeixement als pilots per accions de valor en vol durant la Segona Guerra Mundial.